# Protankyra tristis
Protankyra tristis is een zeekomkommer uit de familie Synaptidae.
De wetenschappelijke naam van de soort werd in 1905 gepubliceerd door René Koehler & Clément Vaney.